# سمك النازلي الأرجنتيني
سمك النازلي الأرجنتيني (الاسم العلمي: Merluccius hubbsi) هو نوع سمك من فصيلة النازليات ضمن جنس النازلي ‏، يعيش في الجزء الجنوبي الغربي من المحيط الأطلسي، تحديدًا على طول سواحل الأرجنتين و‌الأوروغواي. وصفه لأول مرة عالم السمك الأرجنتيني توماس ماريني عام 1933.

الإنتاج العالمي من صيد سمك النازلي الأرجنتيني «بآلاف الأطنان» في الفترة من 1950 إلى 2022، وفقاً لتقارير فاو

يُشبه النازلي الأرجنتيني إلى حدٍ كبير سمك النازلي الأوروبي ‏. يمكن أن يصل طوله إلى 95 سم، إلا أن الطول الشائع يتراوح بين 50 و65 سم، وقد يبلغ وزنه 5 كيلوغرامات. يعيش هذا السمك في أعماق تتراوح بين 100 و 200 متر. يتغذى على مجموعة متنوعة من الكائنات البحرية تشمل القشريات، والحبار، والأسماك الصغيرة مثل الأنشوفة وأنواع النازلي الأصغر حجمًا. يُعرف هذا النوع من الأسماك بهجراته الموسمية؛ حيث يتجه جنوبًا في فصل الربيع وشمالًا في فصل الخريف. يُعد سمك النازلي الأرجنتيني من الصادرات السمكية الرئيسية للأرجنتين، ويُباع عادة طازجًا أو مجمدًا.
مقارنة بأنواع النازلي الأخرى، يتميز النازلي الأرجنتيني بتعمير أطول، والذي يمكن ربطه بقدرته العالية على إنتاج البيض. كما تختلف أحجام وأعمار الأسماك داخل النوع نفسه؛ فالإناث عادة ما تنمو لتبلغ أحجامًا أكبر وتعيش لفترة أطول من الذكور.
في عام 2003، وصِف نوع جديد من النازلي جنوب غرب المحيط الأطلسي، وهو النازي الباتاغوني ‏. كان يُعتقد أنه يمثل نوعًا ثالثًا من النازلي في المنطقة، بالإضافة إلى النازي الأرجنتيني و‌النازلي الجنوبي ‏. ومع ذلك، اعتبره بعض الخبراء في علم تصنيف مرادفًا لأصنوفة النازلي الأرجنتيني، مما يشير إلى وجود نقاش حول صحة هذا التصنيف الجديد.